# Coffea manombensis
Coffea manombensis är en måreväxtart som beskrevs av Aaron Paul Davis. Coffea manombensis ingår i släktet Coffea och familjen måreväxter. Inga underarter finns listade i Catalogue of Life.